# Creionul fermecat
Creionul fermecat (în poloneză Zaczarowany ołówek) este titlul unei serii de desene animate create de studioul de film Se-ma-for⁠(en)[traduceți] din Łódź între anii 1964 - 1977. Personajul principal este un băiețel, Petrică, însoțit întotdeauna de cățelul său. Episoadele sunt scurte, de mai puțin de 10 minute, fără dialog și au o acțiune simplă, independentă de la un episod la altul pentru primele 26. În fiecare episod băiețelul reușește să rezolve toate problemele cu ajutorul unui creion fermecat care îi este dat, la momentul potrivit, de un pitic. Tot ce Petrică desenează cu acest creion se materializează, obiectele astfel create i permițându-i să învingă toate obstacolele. 
Seria a fost transmisă de Televiziunea Română în anii '70 și pe canalul Minimax.
În 1991, episoadele 27-39, a căror narațiune este continuă, au fost folosite pentru realizarea filmului Podróż z zaczarowanym ołówkiem (Călătorind cu creionul magic) care a rulat în cinematografe.